# Шосткинський фаховий коледж імені Івана Кожедуба
Шосткинський фаховий коледж імені Івана Кожедуба Сумського державного університету — освітній заклад І рівня акредитації, що здійснює підготовку здобувачів вищої освіти за освітньо-кваліфікаційним рівнем молодшого спеціаліста.

## Історія створення та розвитку
1920 — на базі Шосткінського порохового заводу був відкритий технікум, де на робочому, механічному та хімічному факультетах навчалося близько 60 студентів і працювало 5 викладачів (архивна довідка № 218 от 05.04.1975 р. ПДЖАР УРСР).
З 1930 кількість студентів поступово збільшується, до 1941 із технікуму випустилося 2000 техніків-технологів, техніків-аналітиків, механіків обладнання хімічного виробництва. Працювали 32 досвідчених педагога.
У 1941—1944 роках — технікум евакуйовано на схід. Більшість викладачів і студентів воювали на фронтах. Ті, хто залишився в місті, громили ворога в народному ополченні. Командиром місцевого партизанського загону був секретар комітету партії, у майбутньому один із директорів технікуму — Трало Кузьма Єфимович. Біля стін будівлі окупанти розстріляли близько 800 мешканців міста, партизан, активістів. Під час окупації установі було нанесено збиток на суму 8 млн.карбованців. Нагадуванням про страшні часи є пам'ятник біля технікуму.
1944 — хіміко-технологічний технікум поновив свою роботу в м. Шостка.
1948 — відбувся перший післявоєнний випуск спеціалістів.
1950 — технікум стає освітнім і культурним центром міста.
1954 — у зв'язку з нестачею кадрів для хімічної промисловості відкривається вечірнє відділення технікуму, яке проіснувало до 1997 року. Керівниками відділення були О. М. Стругальов, Ф. Д. Мазур, Г. С. Гавриленко. За ці роки технікум дає найбільшу кількість випускників середньої ланки.
1960—1970 роки — технікум — «кузня кадрів» для оборонного виробництва: випускники витребувані на підприємствах всього Радянського Союзу. Кожен четвертий мешканець Шостки є випускником установи.
1980-ті роки — інтенсивний розвиток наукової та матеріально-технічної бази технікуму:
- 1983—1985 роки — побудовано новий навчальний корпус із спортивною залою, бібліотекою, їдальнею на 240 місць і клубом на 500 місць;
- 1985 — відкриття музею коледжу з нагоди 40-річчя Перемоги радянського народу у Другій світовій війні;
- 1989 — відкриття нових спеціальностей, поповнення майстерень і лабораторій сучасним обладнанням; створення на базі технікуму філіалу кафедри хімії та технології високомолекулярних сполук Російського хіміко-технологічного університету імені Д. І. Менделєєва.

З 1992 — технікум включено до складу навчальних закладів Міністерства освіти України.
1995 — технікум отримав статус коледжу (наказ Міністерства освіти України від 14.11.1995 р. № 312).
1999 — коледжу присвоєно ім'я тричі Героя Радянського Союзу, маршала авіації Івана Кожедуба.
2001 — коледж став складовою навчального комплексу Шосткинського інституту Сумського державного університету.

## Коледж сьогодні

### Формування контингенту студентів
Контингент студентів коледжу формується на основі загальної освіти з числа учнів шкіл і районів Шостки, Новгород-Сіверського, Ромни, Чернігова, Глухова.
З метою якісного відбору абітурієнтів до вступу в коледж здійснюються такі заходи:
- працюють підготовчі курси з математики та української мови. Абітурієнти, які закінчили успішно підготовчі курси мають пільги при вступі до коледжу.
- здійснюється профорієнтаційна робота в школах міста та області, підтримуються тісний зв'язок із навчально-виховними закладами України та обласними управліннями освіти;
- двічі на рік у коледжі проводяться Дні відкритих дверей;
- учні шкіл міста та районів запрошуються на заходи предметних тижнів певних факультетів.

### Спеціальності для майбутніх фахівців
- Економіка підприємства. Із здобуттям диплому молодший спеціаліст здобуває кваліфікацію спеціаліст-економіст. Він може здійснювати діяльність у таких сферах суспільного життя: економіка на виробництві, надання послуг, керівництво відповідно до галузі професійного напрямку.
- Бухгалтерський облік. Студент здобуває кваліфікацію спеціаліст-бухгалтер. Молодший спеціаліст може працювати на підприємствах для забезпечення обліково-економічної роботи, займати посади бухгалтера, контрольного бухгалтера.
- Товарознавство та комерційна діяльність. Строк навчання складає 2 роки 10 місяців. Здобуває кваліфікацію молодший спеціаліст-товарознавець-комерсант. Випускник може працювати в комерційних фірмах, бути посередником або керівником оптових і роздрібних баз.
- Технологія обробки матеріалів на верстатах та автоматичних лініях. Здобуття кваліфікації молодшого спеціаліста — технік-технолог, який може займати такі посади: технік-технолог, майстер дільниці, оператор на верстатах із числовим програмним управлінням.
- Монтаж, обслуговування засобів і систем автоматизації технологічного виробництва. Спеціаліст проводить діяльність у таких сферах: виробничій, управлінській, може бути майстром з ремонту електронних приладів. Додатково здобуває такі робочі професії, як електромеханік, слюсар-наладчик та інше.
- Виробництво обладнань із високоенергетичними і швидкодіючими сполуками. Молодший спеціаліст готується для роботи в установах оборонної промисловості; на підприємствах, які займаються виробництвом товарів народного споживання. Спеціаліст може працювати на посадах: технолог дільниці, майстер зміни, технік-технолог, технік-лаборант.
- Обслуговування та ремонт обладнання підприємств хімічної та нафтогазопереробної промисловості. Термін навчання 3 роки 10 місяців. Кваліфікація молодшого спеціаліста — технік-механік. Молодший спеціаліст призначений для роботи в галузі хімічної, нафтогазопереробної промисловості на первинних посадах техніка-механіка, майстра ремонтного цеху, бригадира.

Успішно закінчивши коледж, випускники можуть продовжити навчання, вступаючи до Шосткінського інституту Сумського державного університету.

## Відомі випускники
- Бугаєвський Ярослав Вікторович — молодший сержант Збройних сил України, учасник російсько-української війни.
- Кожедуб Іван Микитович — український радянський військовий діяч, льотчик-винищувач, найрезультативніший ас у авіації Антигітлерівської коаліції за весь час Другої світової війни. Маршал авіації. Тричі Герой СРСР;
- Котов Федір Якович — перший заступник Міністра машинобудування СРСР із 1988 по 1995;
- Чечулін Дмитро Миколайович — радянський архітектор, головний архітектор Москви (1945—1949), дійсний член Академії мистецтв СРСР.